# Precinct de Carterville
Le precinct de Carterville, anciennement un township, est un precinct électoral du comté de Williamson dans l'Illinois, aux États-Unis. En 2010, ce precinct comptait une population de 8 733 habitants.

## Source de la traduction
- (es) Cet article est partiellement ou en totalité issu de l’article de Wikipédia en espagnol intitulé « Distrito electoral de Carterville (condado de Williamson, Illinois) » (voir la liste des auteurs).